# Niphona ornatoides
Niphona ornatoides là một loài bọ cánh cứng trong họ Cerambycidae.